# 圣塞尔南堡
圣塞尔南堡（法語：Labastide-Saint-Sernin，法語發音：[labastid sɛ̃ sɛʁnɛ̃]）是法国上加龙省的一个市镇，属于图卢兹区。

## 地理
圣塞尔南堡（43°44'20"N, 1°28'16"E）面积4.97 平方千米，位于法国奧克西塔尼大區上加龙省，该省份为法国西南部内陆省份，西南端与西班牙接壤，自此顺时针与上比利牛斯省、热尔省、塔恩-加龙省、塔恩省、奥德省和阿列日省接壤。
与圣塞尔南堡接壤的市镇（或旧市镇、城区）包括：塞佩、格拉唐图尔、蒙伯龙、佩什博尼约、维拉列斯。
圣塞尔南堡的时区为UTC+01:00、UTC+02:00（夏令时）。

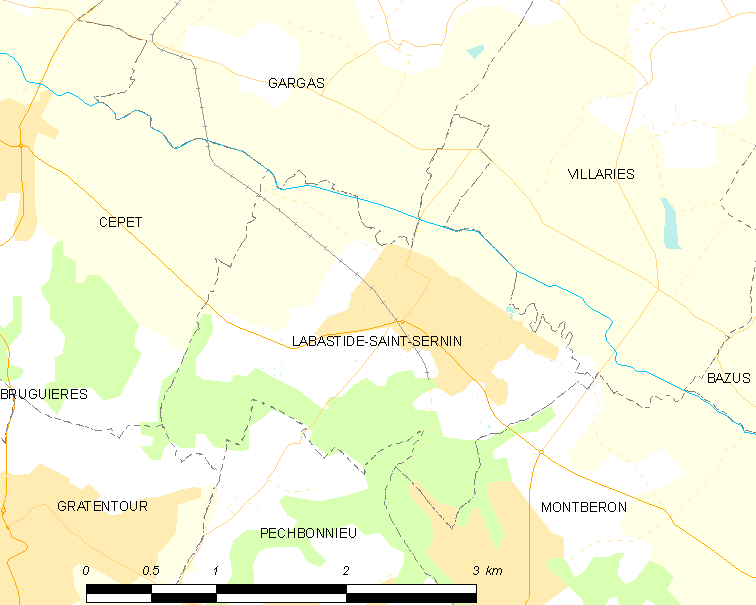
圣塞尔南堡的OSM定位图

## 行政
圣塞尔南堡的邮政编码为31620，INSEE市镇编码为31252。

## 政治
圣塞尔南堡所属的省级选区为佩什博尼约县。

## 人口

1962-2008年间圣塞尔南堡人口变化图示

圣塞尔南堡于2022年1月1日时的人口数量为1946人。

## 图集

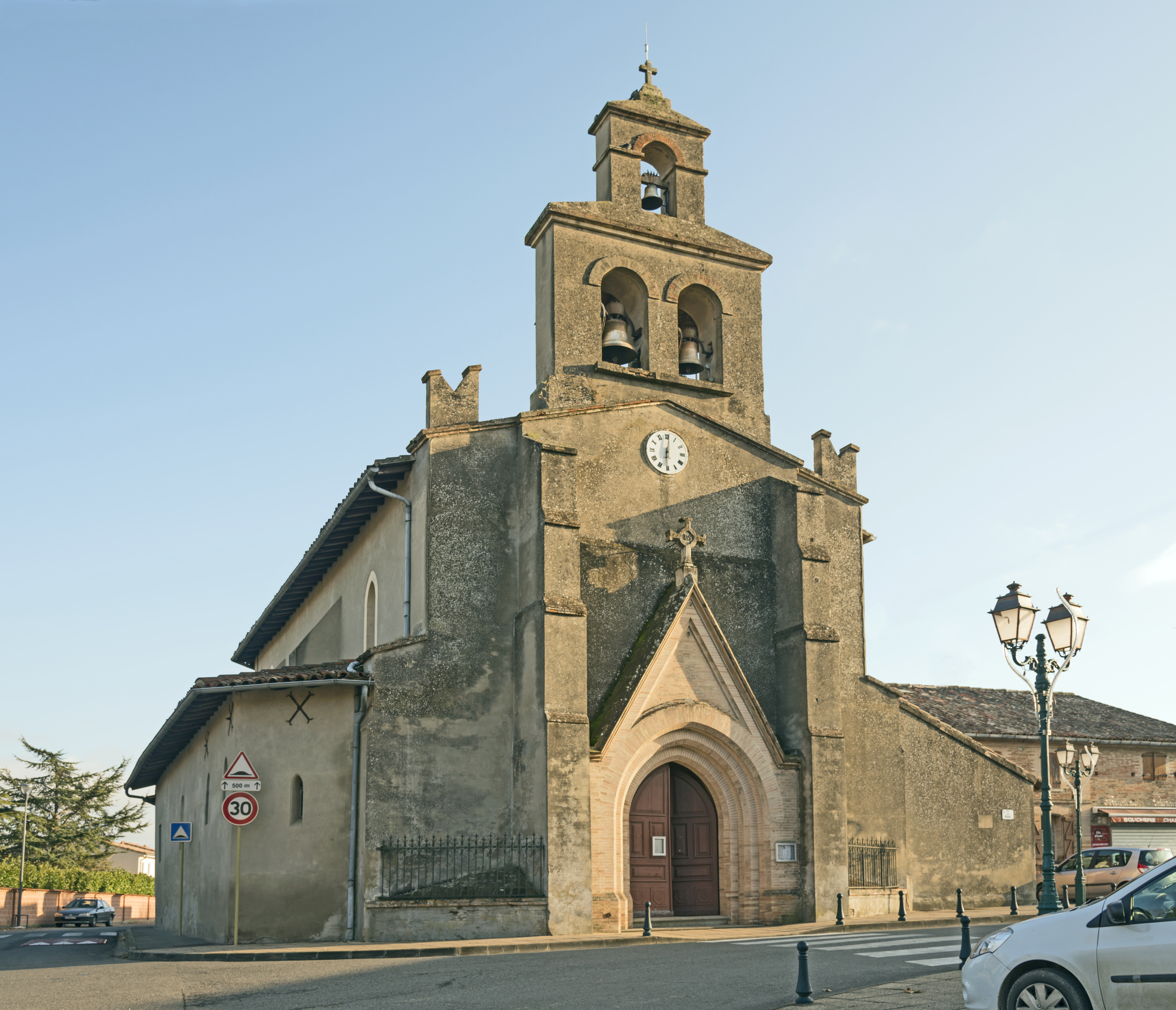
教堂
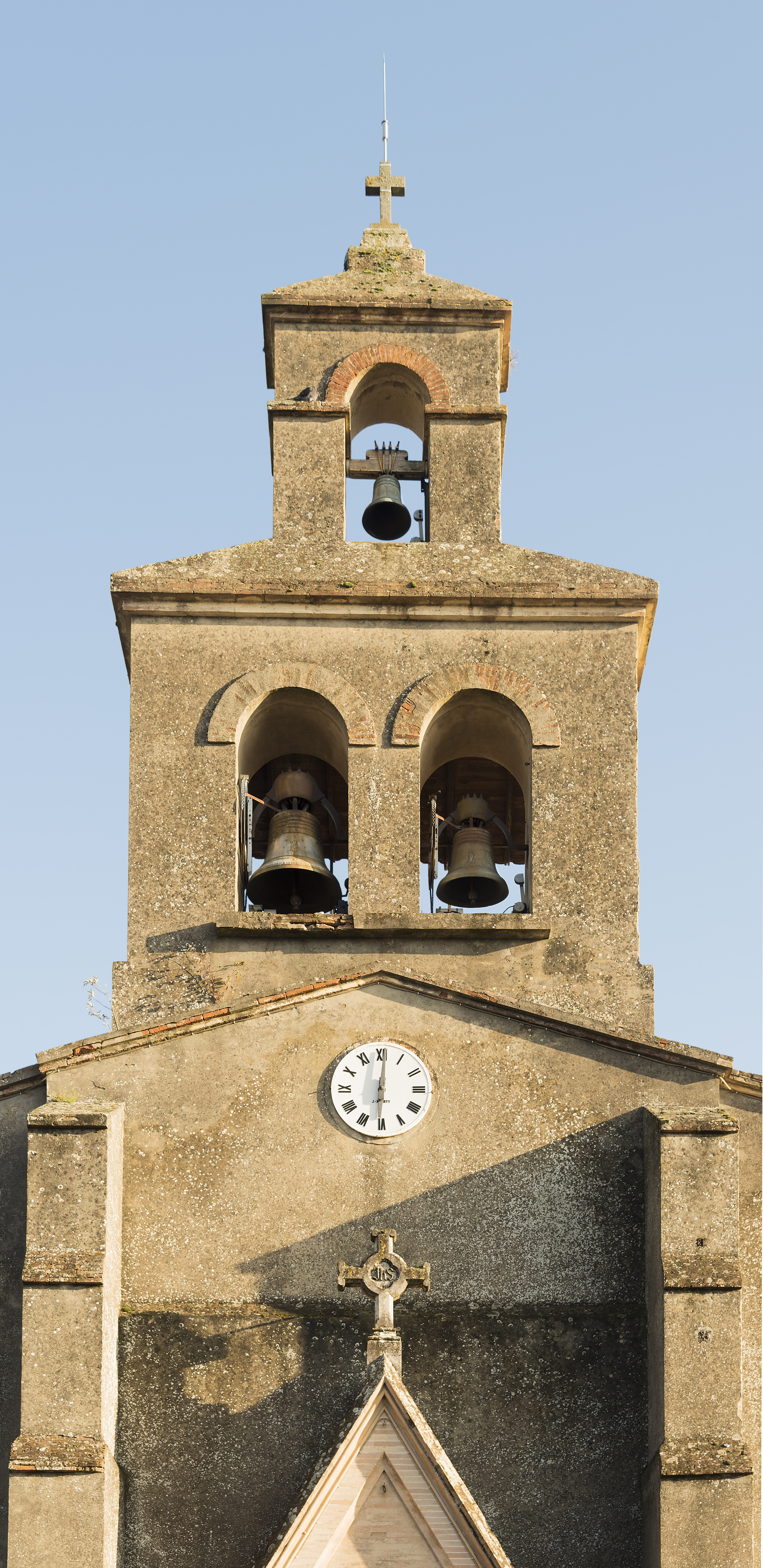
教堂钟楼
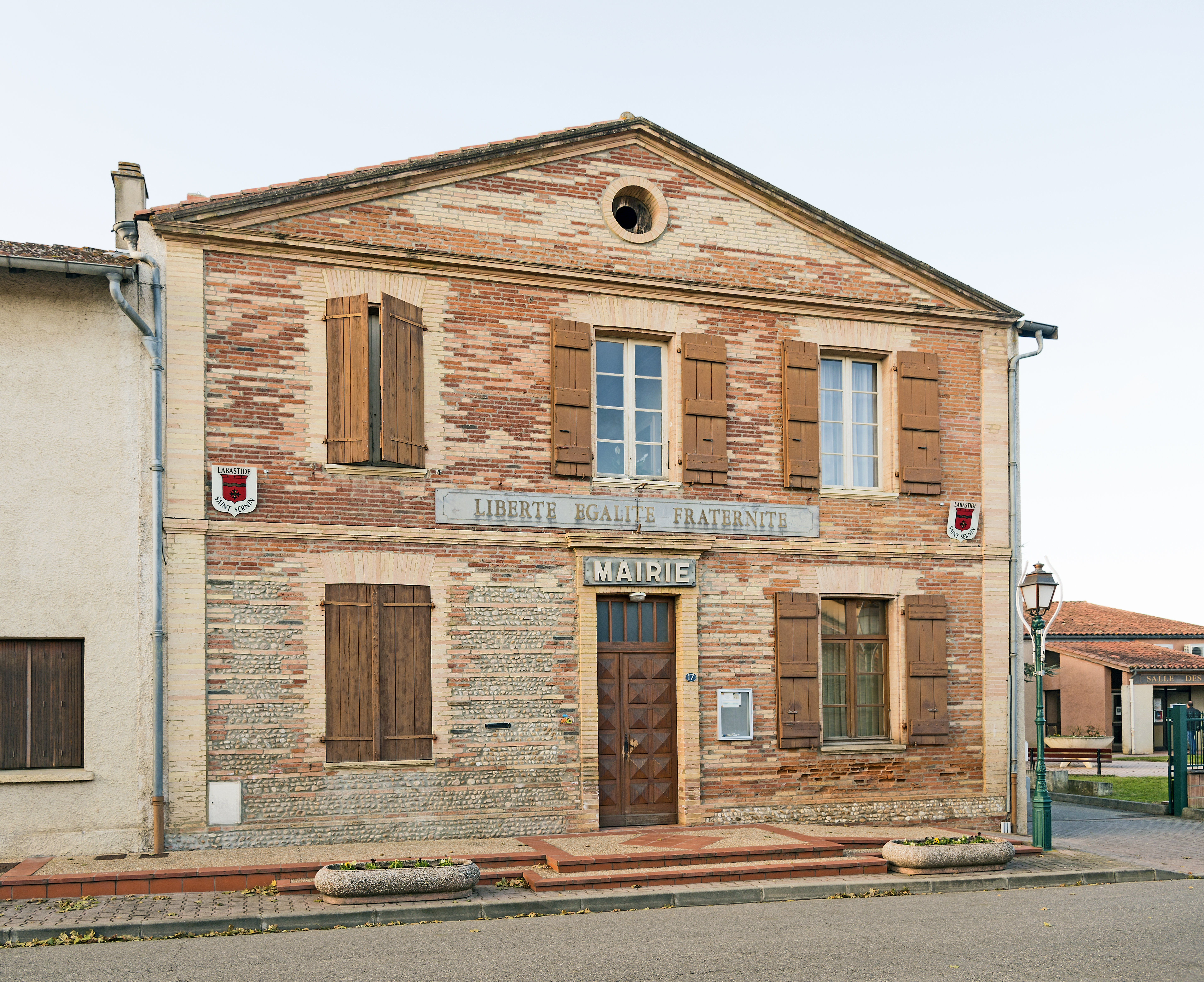
市政厅